# Mates of State
Mates of State sind seit 1997 ein amerikanisches Indie-Rock-Duo. Die Gruppe setzt sich zusammen aus Kori Gardner (Gesang, Keyboard, Synthesizer) und Jason Hammel (Gesang, Schlagzeug, Glockenspiel, Perkussion, Synthesizer).

## Bandgeschichte
Der erste Kontakt der Gruppe fand in Lawrence, Kansas statt während beide in anderen Musikprojekten involviert waren. 1997 wurde die Gruppe dann in Lawrence, Kansas gegründet während Gardner und Hammel gemeinsam in der Band Vosotros spielten. Kurze Zeit später begann Hammel ein Medizinstudium, welches er jedoch bereits 2001 aufgab, um gemeinsam mit Gardner das Musikprojekt voranzutreiben. Im selben Jahr heirateten beide. Gemeinsam haben sie zwei Töchter, Magnolia und June Elizabeth.
Gardner und Hammel lebten in San Francisco, bis sie 2004 nach East Haven (Connecticut) zogen. Im Februar 2007 verkauften sie ihr Haus in East Haven und leben zurzeit in New York City.
Geprägt ist die Musik der Band durch die Harmonik von männlicher und weiblicher Stimme. Beide Mitglieder singen mit großer Intensität und oftmals in den höheren Regionen ihrer Stimmen. Häufig singen sie dabei simultan verschiedene aber komplementäre Melodien und Texte. Das Tempo ist dabei fast immer schnell, ähnlich jenem in Electronic Club oder Dance Music.

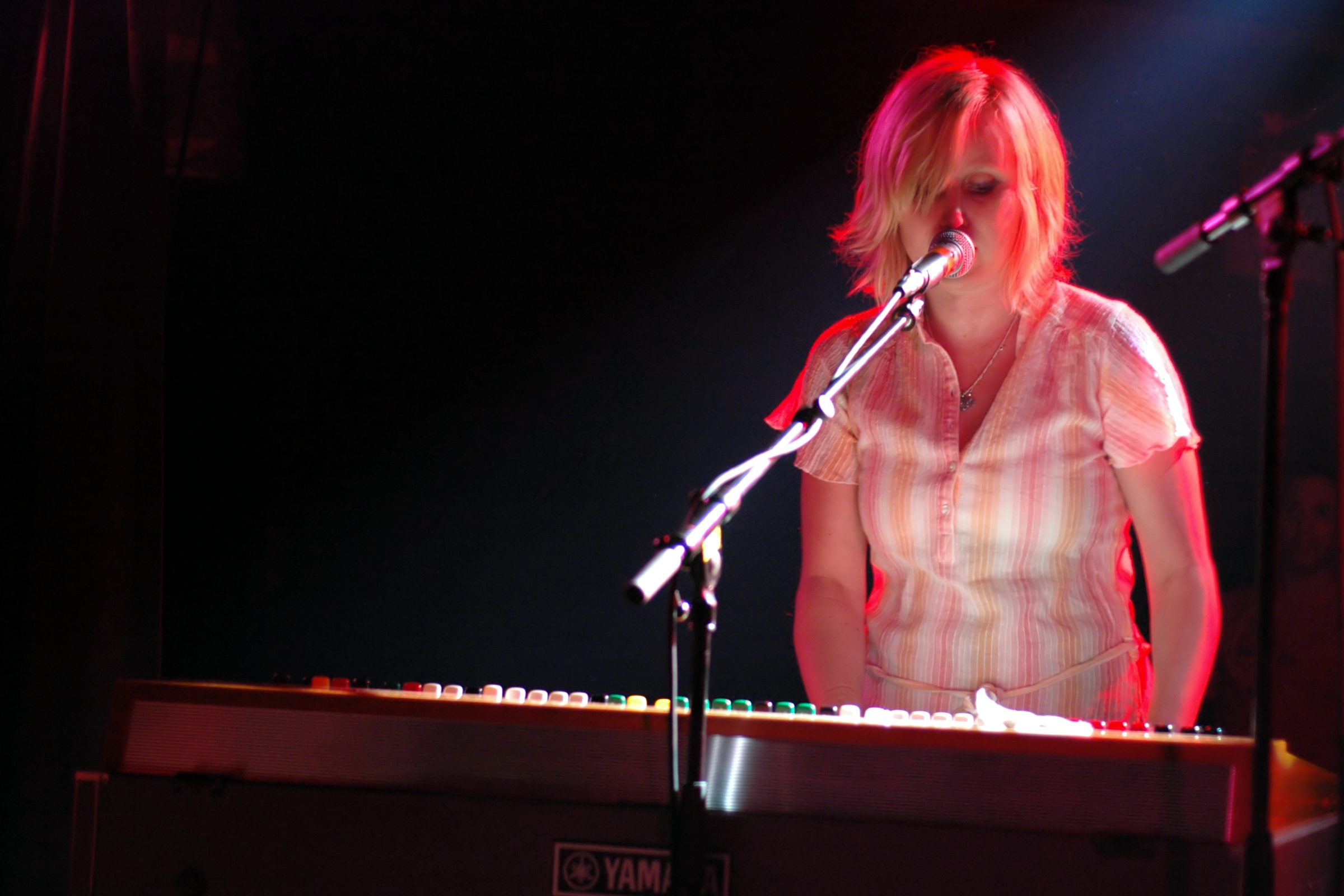
Kori Gardner, Stockholm 2005

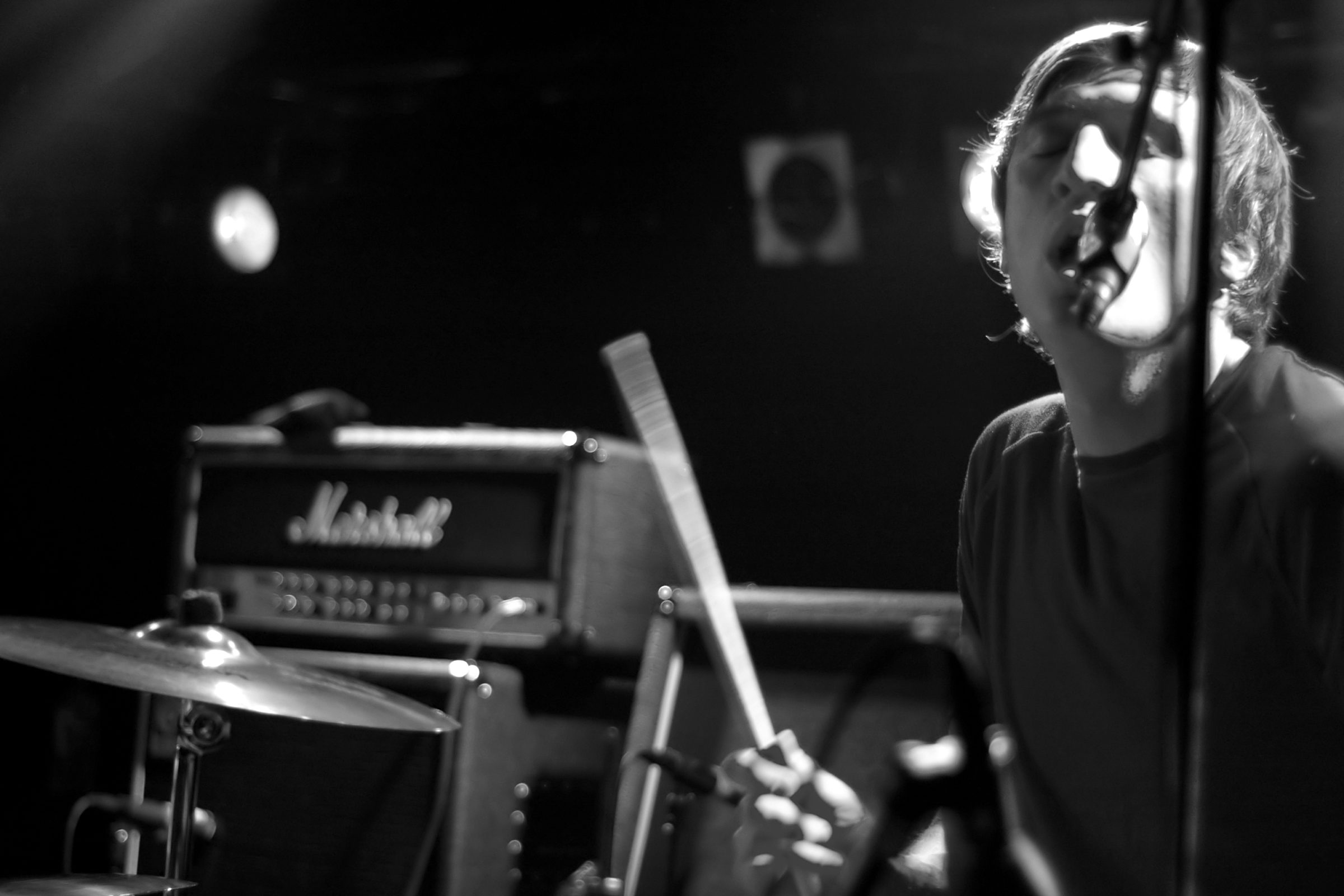
Jason Hammel, Stockholm 2005

Die Band veröffentlichte ein Album beim Label Omnibus Records, bevor sie für ihr zweites und drittes Album zu Polyvinyl wechselten. Weiterhin veröffentlichte die Gruppe fünf 7-inch-Singles und zwei EPs. Im Dezember 2005 wechselte die Gruppe erneut das Label zu Barsuk Records, bei welchem am 21. März 2006 das Album Bring it Back erschien.
Goods (All in Your Head) von der All Day EP erschien 2007 im Film In the Land of Women.
Der Song For the Actor vom Album Bring It Back findet Verwendung in einer Werbung von AT&T Mobility für drahtlose Mobiltelefone. Der Werbespot zeigt die Gruppe während einer Performance. For the Actor wurde weiterhin in einem Spot für Carnival Cruise Lines verwendet.
Das fünfte Album der Band, Re-Arrange Us, erschien am 20. Mai 2008.
Am 13. September 2011 erschien das bisher letzte Album Mountaintops.

## Tour und Auftritte
Mates of State traten bereits in den Vereinigten Staaten, Europa, Japan, und Australien auf.
Weiterhin waren sie Vorband von The Anniversary während deren Release Tour für Your Majesty.
2003 tourten Mates of State gemeinsam mit Palomar sowie 2006 gemeinsam mit Spoon und Death Cab for Cutie. Außerdem unterstützten sie We Are Scientists während deren Tour in Großbritannien im November 2006.
Im Februar und März 2007 trat die Gruppe im Rahmen einer Tour der Radioshow This American Life unter anderem in New York, Boston, Seattle, Chicago und Minneapolis auf. Einige der Auftritte fanden Eingang in die 2008 erschienene Veröffentlichung „What I Learned from Television“.

## Diskografie

### Alben
- 2000: My Solo Project
- 2002: Our Constant Concern
- 2003: Team Boo
- 2006: Bring It Back
- 2008: Re-Arrange Us
- 2011: Mountaintops

### EPs
- 2003: European Tour 2003 EP
- 2004: All Day EP

### 7" Singles
- 1999: Mates of State / Fighter D Split
- 2000: Mates of State
- 2001: Lower (Split-Single gemeinsam mit The Shins & Sparklehorse)
- 2001: Beehive State / Über Legitimate
- 2002: Mates of State / Dear Nora Split
- 2006: Fraud in the '80s
- 2006: Like U Crazy

### Weitere Veröffentlichungen
- 2002: Why You Little… auf der Compilation CD Ten Years of Noise Pop (Amazing Grease)
- 2004: These Days (Jackson-Browne-Cover) auf dem Soundtrack von Wicker Park (MGM)
- 2005: Invitation Inn auf der Compilation A House Full of Friends (Magic Marker)
- 2006: California (Phantom-Planet-Cover) für die Compilation Music from the OC: Mix 6 (WEA)
- 2006: Popular Mistakes  auf der Compilation CD This Is a Care Package (Exotic Fever)
- 2007: Jellyman Kelly (James Taylor Cover) auf der Compilation CD For the Kids III (RCA)
- 2007: So Many Ways Soundtrack & weiterhin benutzt als ein Theme (Musik) für eine Episode von Kyle XY. Erschienen am 22. Mai 2007 bei MySpace Records.
- 2008: Little Boxes (Malvina Reynolds), Musik Theme für eine Episode von Weeds (nicht offiziell erschienen)